# 시모카모역
시모카모역(일본어: 下鴨生駅)은 일본 후쿠오카현 이즈카시에 위치한 규슈 여객철도 고토지 선의 철도역이다. 섬식 승강장 1면 2선의 구조를 갖춘 지상역이다.

## 역 주변
- 시모카모 에비스 진자

## 역사
- 1916년 2월 1일 : 지쿠호 본선의 화물 지선 상에 아카사카역으로서 개설.
- 1920년 5월 10일 : 요시오 - 우루시오 간 · 가미미오 - 지쿠젠야마노 간에서 여객 수송을 개시. 우루시오 선으로 명명. 이 역도 여객 취급을 개시.
- 1926년 7월 15일 : 규슈 산업 철도 후나오 - 아카사카 탄갱 간이 개업해, 일본국유철도와 규슈 산업 철도와의 접속역으로 함.
- 1943년 7월 1일 : 산업 시멘트 철도가 전시 매수에 의해 국유화되었다. 우루시오 선의 신이즈카 - 아카사카 간과 가마미오 - 지쿠젠야마노 간을 고토지 선으로 편입. 이 역도 우루시오 선으로부터 고토지 선의 역으로 함.
- 1945년 6월 10일 : 이 역 - 아카사카 탄갱 간의 화물 지선을 폐지해, 이 역 구내로 합병.
- 1956년 12월 20일 : 역 이름을 아카사카 역으로부터 시모카모역으로 변경.
- 1966년 3월 10일 : 우루시오 선 우루시오 - 시모야마다 간이 개업.
- 1974년 3월 5일 : 화물 취급 폐지.
- 1986년 4월 1일 : 우루시오 선 폐지.
- 1987년 4월 1일 : 일본국유철도 분할 민영화에 의해, 규슈 여객철도가 승계.
- 1999년 3월 13일 : 고토지 선 단독 운전 개시.

## 인접 역
| 고토지 선              | 고토지 선   | 고토지 선                      |
| ---------------------- | ----------- | ------------------------------ |
| 가미미오 신이즈카 방면 | ■ 고토지 선 | 지쿠젠쇼나이 다가와고토지 방면 |